# Kozarî, Nosivka
Kozarî (în ucraineană Козари) este localitatea de reședință a comunei Kozarî din raionul Nosivka, regiunea Cernihiv, Ucraina.

## Demografie
Componența lingvistică a localității Kozarî
     Ucraineană (98,4%)
     Rusă (1,6%)
Conform recensământului din 2001, majoritatea populației localității Kozarî era vorbitoare de ucraineană (98,4%), existând în minoritate și vorbitori de rusă (1,6%).